# Almanon (månkrater)
Almanon  är en nedslagskrater som ligger i det fårade högländerna i den syd-centrala regionen på månen. Den är lokaliserad till syd-sydöst om kratern Abulfeda och till nord-nordöst om den mindre kratern Geber. Kraterkedjan som benämns Catena Abulfeda bildar en linje mellan kratern Abulfedas södra kraterrand och Almanons norra kraterrand och fortsätter i en sträcka av ungefär 210 kilometer till Rupes Altai branta stup, vilka bildats då jordskorpan dragit sig samman då den kylts ned (eng. escarpment).
Den är uppkallad efter Al-Mamun.
Almanons kraterrand bildar en något skev cirkel med yttre utbuktningar i nord och sydväst. Kraterparet Almanon A och Almanon B sitter samman med utsidan på den södra kraterranden. Den inre kraterväggen är bredare längs med den östra sidan än på andra ställen. Mindre kratrar som hör till Catena Abulfeda tränger in något i den nordöstra kraterranden. Den yttre kraterväggen är på det hela taget nedsliten och saknar den skarphet som finns på yngre kratrar. Kratern har dock inte påverkats på något större sätt av påföljande kraterbildning. Kratergolvet är relativt platt och saknar tydlig påverkan annat än några mindre kratrar. 

## Satellitkratrar
På månkartor är dessa objekt genom konvention identifierade genom att placera ut bokstaven på den sida av kraterns mittpunkt som är närmast kratern Almanon.
| Almanon | Latitud | Longitud | Diameter |
| ------- | ------- | -------- | -------- |
| A       | 17.7° S | 15.3° Ö  | 10 km    |
| B       | 18.3° S | 15.3° Ö  | 25 km    |
| C       | 16.1° S | 16.0° Ö  | 16 km    |
| D       | 18.6° S | 15.6° Ö  | 6 km     |
| E       | 17.9° S | 13.7° Ö  | 5 km     |
| F       | 15.9° S | 14.3° Ö  | 5 km     |
| G       | 17.8° S | 14.6° Ö  | 5 km     |
| H       | 19.0° S | 15.3° Ö  | 6 km     |
| K       | 15.8° S | 15.4° Ö  | 8 km     |
| L       | 18.9° S | 16.6° Ö  | 6 km     |
| P       | 18.5° S | 17.0° Ö  | 8 km     |
| Q       | 18.1° S | 17.0° Ö  | 5 km     |
| R       | 18.2° S | 15.9° Ö  | 4 km     |